# Elezioni regionali in Italia del 2014
Nel corso del 2014 si svolsero elezioni regionali in 5 regioni italiane (4 a statuto ordinario e 1 a statuto speciale).
Le elezioni si tennero in Sardegna (domenica 16 febbraio), Abruzzo e Piemonte (domenica 25 maggio, in concomitanza alle elezioni europee), Calabria ed Emilia-Romagna (domenica 23 novembre).

## Il sistema di voto regionale
La Legge Tatarella regola il voto in molte regioni, e si basa su un sistema misto per quattro quinti proporzionale, e per un quinto maggioritario plurinominale.
Tuttavia alcune regioni tra cui Emilia-Romagna e Calabria si sono separate dalla normativa nazionale e organizzano da sé le proprie elezioni, con una normativa locale. Le elezioni regionali del 2014 in Calabria sono state le prime regolate dalla nuova legge elettorale regionale, approvata dal consiglio regionale l'11 settembre 2014 dopo i rilievi di costituzionalità mossi dal Governo Renzi sulla legge precedentemente approvata. In Emilia-Romagna, invece, le elezioni del 2014 sono state le prime regolate dalla nuova legge elettorale (L.R. n.21/2014), approvata dall'Assemblea regionale nel luglio 2014.
La Sardegna, invece, in quanto regione a statuto speciale, ha votato con una propria legge regionale, che è stata ulteriormente modificata rispetto alle elezioni del 2009, con la Legge Regionale Statutaria 12 novembre 2013.

## Elezioni dei presidenti di regione

I partiti nelle varie regioni dopo le elezioni del 2014:
Forza Italia
Indipendenti di centrosinistra
Lega Nord
Partito Democratico
Südtiroler Volkspartei
Union Valdôtaine

| Regione                      | Candidati                       | Candidati                   | Candidati                                          | Candidati               | Candidati                                                 | Candidati                                              | Presidenti uscenti | Presidenti uscenti          |
| Regione                      | Centro-sinistra                 | Centro-destra               | NCD-UDC                                            | Movimento 5 Stelle      | L'Altra Europa con Tsipras                                | Altri                                                  | Presidenti uscenti | Presidenti uscenti          |
| ---------------------------- | ------------------------------- | --------------------------- | -------------------------------------------------- | ----------------------- | --------------------------------------------------------- | ------------------------------------------------------ | ------------------ | --------------------------- |
| Regione                      |                                 |                             |                                                    |                         |                                                           | Altri                                                  | Presidenti uscenti | Presidenti uscenti          |
| Sardegna (16 febbraio)       | Francesco Pigliaru (Ind.) 42,45 | Ugo Cappellacci (FI) 39,65% | Ugo Cappellacci (FI) 39,65%                        | -                       | -                                                         | Michela Murgia (Sardegna possibile) 10,30% Altri 7,57% |                    | Ugo Cappellacci (FI)        |
| Piemonte (25 maggio)         | Sergio Chiamparino (PD) 47,09%  | Gilberto Fratin (FI) 22,09  | Enrico Costa (NCD) 2,98%                           | Davide Bono 21,45%      | Maurizio Filingeri (L'Altro Piemonte) 1,12%               | Guido Crosetto (FdI) 5,24%                             |                    | Roberto Cota (LN)           |
| Abruzzo (25 maggio)          | Luciano D'Alfonso (PD) 46,26%   | Giovanni Chiodi (FI) 29,26% | Giovanni Chiodi (FI) 29,26%                        | Sara Marcozzi 21,41%    | Maurizio Acerbo (Un'Altra Regione) 3,07%                  | -                                                      |                    | Giovanni Chiodi (FI)        |
| Emilia-Romagna (23 novembre) | Stefano Bonaccini (PD) 49,05%   | Alan Fabbri (LN) 29,85%     | Alessandro Rondoni (Emilia Romagna popolare) 2,66% | Giulia Gibertoni 13,30% | Maria Cristina Quintavalla (L'Altra Emilia Romagna) 4,00% | Maurizio Mazzanti (Liberi cittadini) 1,12%             |                    | Vasco Errani (PD)           |
| Calabria (23 novembre)       | Mario Oliverio (PD) 61,41%      | Wanda Ferro (FI) 23,58%     | Nico D'Ascola (NCD) 8,70%                          | Cono Caltelmi 4,96%     | Domenico Gattuso (L'Altra Calabria) 1,32%                 | -                                                      |                    | Antonella Stasi (NCD; f.f.) |

     Forza Italia
     Indipendenti di centrosinistra
     Lega Nord
     Partito Democratico
     Südtiroler Volkspartei
     Union Valdôtaine

Mappe
Prima delle elezioni regionali del 2014
Dopo le elezioni regionali del 2014